# Rainald Garnier
Rainald Garnier (* um 1133; † 1202) war als Rainald von Sidon 1171 bis 1202 Graf von Sidon. Während seiner Amtszeit war die Grafschaft von 1187 bis 1197 muslimisch besetzt. 

## Leben
Er war der Sohn von Gerhard Garnier und Agnes von Bures. Nach dem Tod seines Vaters übernahm Rainald die Grafschaft Sidon. Er wird als regierender Graf erstmals 1171 urkundlich genannt.
Er heiratete spätestens 1179 Agnes von Courtenay, Tochter Joscelins II. von Courtenay, Graf von Edessa. Rainald war deren vierter Ehemann. Sie war zuvor mit Rainald von Marasch († 1149), 1157 mit Amalrich, Graf von Jaffa und Askalon, dem späteren König von Jerusalem (die Ehe wurde 1162 annulliert), sowie mit Hugo von Ibelin, Herr von Ibelin und Ramla († 1169) verheiratet.
Als König Amalrich 1174 starb, gehörte Rainald zu den Unterstützern Raimunds III., Graf von Tripolis und Fürst von Galiläa, der sich um das Amt des Bailli von Jerusalem bewarb und gegen Miles von Plancy durchsetzte.
Rainald nahm an einigen Schlachten gegen Saladin, z. B. an der Schlacht von Montgisard 1177 teil.
1183 setzte er sich für die Krönung des minderjährigen Balduin V. zum König von Jerusalem ein, um eine Krönung Guidos von Lusignan zu verhindern. Als Balduin V. schon 1186 starb, wurde Guido doch König von Jerusalem. 1187 spitze sich die politische Situation im Königreich zu. Raimund III. von Tripolis, der zuvor Bailli und immer einer der besten Ratgeber des Königreichs war, weigerte sich, Guido von Lusignan als König anzuerkennen. Rainald, zusammen mit Gérard de Ridefort, Großmeister der Templer, Roger de Moulins, Großmeister der Johanniter, Joscius, Erzbischof von Tyrus, und Balian von Ibelin, Herr von Ibelin und Nablus wurden nach Tiberias gesandt, um mit Raimund zu verhandeln und einen Bürgerkrieg zu verhindern. Als zeitgleich eine Armee Saladins in der Gegend einfiel, zog sich Rainald unterwegs in seine Burg Beaufort zurück, während die Ordensritter sich den Muslimen am 1. Mai zur Schlacht von Cresson stellten und fast vollständig aufgerieben wurden. Als Raimund von der Niederlage erfuhr, traf er die verbliebene Gesandtschaft in Tiberias und reiste nach Jerusalem.
Im Juni marschierte Saladin selbst mit einer großen Armee in Galiläa ein und belagerte Tiberias. Am 2. Juli 1187 stellte sich ihm das vereinte Heer der Kreuzfahrerstaaten unter Guido und Raimund zur Schlacht bei Hattin. Die Schlacht war eine verheerende Niederlage der Christen. Rainald befand sich in der Nachhut des Heeres, zusammen mit seinem Schwager Joscelin III. von Edessa sowie Balian von Ibelin. Die drei gehörten zu den wenigen, denen es gelang aus der Umzingelung der Feinde auszubrechen und nach Tyrus zu entkommen. Dort kommandierte er zeitweise die Verteidigung der Stadt.
Sidon wurde noch im gleichen Jahr von Saladin besetzt, Rainald begab sich in seine verbliebene Burg Beaufort, deren Verteidigung er organisierte. Als 1189 Saladins Heer auch vor Beaufort anrückte, trat er in Verhandlung mit Saladin. Rainald, der fließend Arabisch sprach, bot ihm an ihn nach Damaskus zu begleiten, zum Islam zu konvertieren und schließlich Beaufort zu übergeben. Doch er verfolgte damit nur eine Hinhaltetaktik – er ließ seine Männer die gewonnene Zeit nutzen, um die Burgbefestigungen weiter zu verstärken und den Widerstand fortzusetzen. Rainald wurde daraufhin in Damaskus gefangen gesetzt, die Burgbesatzung übergab die Burg erst am 22. April 1190 im Austausch für seine Freilassung.
Nach seiner Freilassung heiratete er 1190 in zweiter Ehe die über 40 Jahre jüngere Helvis von Ibelin, Tochter seines Freundes Balians von Ibelin. Seine erste Frau Agnes war 1184 gestorben.
Während des Dritten Kreuzzugs nahm er Einfluss auf die Politik des Königreichs. So unterstützte er die Annullierung der Ehe zwischen Humfried IV. von Toron und Isabella von Jerusalem, damit Isabella mit Konrad von Montferrat verheiratet werden und dieser als neuer König legitimiert werden konnte. Seine Sprachkenntnisse im Arabischen machten ihn zudem zu einem nützlichen Diplomaten: Er verhandelte 1191–1192 im Namen Konrads mit Saladin und half 1192 den Frieden zwischen Richard Löwenherz und Saladin zu vermitteln.
Die Grafschaft Sidon wurde nach dem Tod Saladins und dem Ablauf des Friedensvertrags 1197 vom Deutschen Kreuzzug zurückerobert und an Rainald zurückgegeben.

## Tod und Nachfahren
Rainald starb 1202. Seine zweite Frau Helvis heiratete nach seinem Tod Guido von Montfort. Dieser war bis 1210 Regent von Sidon, als Rainalds und Helvis Sohn Balian Garnier volljährig wurde.
Rainald hatte außerdem zwei Töchter, vermutlich mit Helvis:
- Agnes ⚭ Rudolf von St. Omer (Raoul/Ralph), Titularfürst von Galiläa, Seneschall von Jerusalem (Stiefsohn Raimunds III. von Tripolis);
- Fenie (Euphemia) ⚭ Odo von St. Omer, Konstabler von Tripolis, Herr von Gogulat (Stiefsohn Raimunds III. von Tripolis, Bruder Rudolfs).